# Ferrari 156/85
Der Ferrari 156/85 war ein Formel-1-Rennwagen, der von der Scuderia Ferrari in der Weltmeisterschaft 1985 eingesetzt wurde. Die Fahrer waren Michele Alboreto (Nr. 27) und René Arnoux (Nr. 28), der wegen eines Zerwürfnisses mit Enzo Ferrari nach dem ersten Rennen für den Rest der Saison durch den Schweden Stefan Johansson ersetzt wurde. Ferrari erzielte mit dem 156/85 zwei Siege, eine Pole-Position und zwei schnellste Rennrunden und belegte mit 82 Punkten, wie schon im Vorjahr, den zweiten Platz in der Konstrukteurswertung.

## Entwicklung und Design
Der 156/85 übernahm einige bewährte Komponenten des Vorjahresmodells Ferrari 126C4. Das Fahrgestell, das Monocoque aus Verbundwerkstoffen (das nun mit Borfasern verstärkt wurde) und die Federung blieben weitgehend unverändert, aber Motor und Aerodynamik wurden vollständig überarbeitet.
Die erste Neuerung im Bereich Aerodynamik war die Entwicklung einer neuen Karosserielinie, die wegen ihrer Form als „Coca-Cola-Flaschen-Design“ bezeichnet wurde. Diese Art der Gestaltung beeinflusste den gesamten Luftstrom um das Fahrzeug (insbesondere im Bereich der Hinterräder) positiv. Das neue Design der Seitenkästen begünstigte außerdem die Wirksamkeit der Wärmetauscher, Wasser- und Ölkühler.
Eine weitere Neuheit war der große Heckdiffusor, in den die Endrohre der Auspuffanlage mit der Funktion eines Venturi-Rohrs eingebaut waren. Dieses Schema ermöglichte eine bessere thermische Abstrahlung und bot die Möglichkeit der Montage kürzerer und daher leichterer Systeme. Da der Diffusor ziemlich weit unter das Fahrzeugheck reichte und die Endrohre auf der Fahrzeugunterseite austraten, war eine Auspuffanlage mit deutlich kürzeren Endrohren möglich, um Gewicht einzusparen.
Die große Neuerung im Bereich Motor war die endgültige Abkehr von (seit 1980 verwendeten) den oben montierten KKK-Turboladern und Auspuffanlagen und dem darunter befindlichen Einlasstrakt. Mit diesem neuen Konzept entsprach Ferrari dem der meisten anderen Hersteller: die Auspuffanlagen und die Turbolader unten, während der gesamte Ansaugtrakt über das „V“ der Zylinderbänke verlegt wurden.
Dieser neue V6 leistete fast 800 PS (rund 900 in der Qualifikation). Mitte der Saison wurde eine noch stärkere Entwicklungsstufe eingeführt, die jedoch gleichzeitig die Ursache für die schlechte Zuverlässigkeit des Autos in der Endphase der Meisterschaft war. Tatsächlich litt diese Version unter Überhitzungsproblemen infolge eines unzureichenden Ölkreislaufsystems, außerdem traten Probleme bei den Turboladern auf. Gleichzeitig konnte aber das quer eingebaute Getriebe dank der Verwendung spezieller Metalllegierungen kompakter und leichter gestaltet werden.
Des Weiteren wurden erstmals CAD-Technologien bei einem Ferrari F1 eingesetzt. Die Zusammenarbeit mit Aermacchi ermöglichte eine genaue Vorausberechnung der Aerodynamik. Das verwendete CAD-Programm war vom Finite-Elemente-Typ, das heißt, der Körper ist idealerweise in viele kleine Segmente unterteilt, die sich individuell berechnen und anpassen lassen. Wenn Änderungen an den Basisdaten dieser Segmente vorgenommen werden (z. B. die Belastung der Federung oder Veränderungen an der Karosserie-Verkleidung), lassen sich mit dem Programm schnell diese Punkte identifizieren und ändern.

## Rennhistorie
Für die Saison 1985 wurde die Fahrerpaarung Alboreto/Arnoux erneut bestätigt. Aber schon nach dem Großen Preis von Brasilien, dem ersten Rennen der Saison, kam es zu einem Fahrerwechsel: Am 17. April wurde bekannt gegeben, dass René Arnoux aus „gesundheitlichen Gründen“ beschlossen habe, im Einvernehmen mit Enzo Ferrari zu kündigen. Sein Platz wurde von dem Schweden Stefan Johansson eingenommen.
Das Ergebnis aus Brasilien (Pole und 2. Platz für Alboreto) hatte Ferraris Wettbewerbsfähigkeit bewiesen und Alboretos erneuter zweiter Platz in Portugal führte ihn an die Spitze der Punktwertung. Nach einem doppelten Ausfall in San Marino (Alboreto Zündung, Johansson führte das Rennen bis 3 Runden vor Schluss an und schied dann wegen Benzinmangel aus) und einem erneuten zweiten Platz Alboretos in Monaco, folgte der erste Doppelsieg in Kanada (Johansson wurde Zweiter).
Das hervorragende Auftreten der Ferraris wurde auch in den folgenden Rennen bestätigt, in denen die Fahrer drei Podestplätze eroberten. Ein weiterer Sieg Alboretos beim deutschen Grand Prix, als er Alain Prost im McLaren-TAG-Porsche im direkten Zweikampf besiegen konnte, führte ihn mit fünf Punkten Vorsprung auf Prost erneut an die Spitze der Weltmeisterschaft.
Nach dem Grand Prix von Österreich (Alboreto 3. Johansson 4.) und dem Großen Preis von Holland (Alboreto 4. Johansson Motorschaden) büßten die Ferrari 156/85 so sehr an Zuverlässigkeit ein, dass Alboreto bei den letzten vier Rennen der Saison nicht ins Ziel kam und Prost die Meisterschaft mit 20 Punkten Vorsprung gewann. Der Grund für den starken Leistungsabfall lag hauptsächlich in den Änderungen, die Ferrari im Laufe der Saison am Motor vorgenommen hatte. Im Nachhinein wurde festgestellt, dass die Zuverlässigkeit verloren ging, weil die Ölrückgewinnungspumpen des neuen Motors unzureichend waren und dazu neigten, das Öl zu emulgieren, und plötzlich auch die KKK-Turbolader nicht mehr wie vorher funktionierten. Einige Modifikationen am Fahrwerk wie zum Beispiel bei der Befestigung der vorderen Stoßdämpfer am Rahmen waren ebenfalls nicht erfolgreich.
Als „groteskes Sinnbild“ dieser Situation kann wohl der belgische Grand Prix gelten: Das Rennen war für den Juni angesetzt, nach dem Qualifying, in dem Alboreto die Pole-Position erzielte, wurde der Grand Prix jedoch auf September verschoben, weil der Asphalt mehrfach aufgebrochen war. Als die Scuderia im September, gerade in der Ferrari-Krisenzeit auf die Rennstrecke zurückkehrten, um am Grand Prix teilzunehmen, waren sowohl das weiterentwickelte als auch das beim ersten Mal verwendete Auto (wohl wegen der inzwischen geleisteten Entwicklungsarbeit der anderen Teams) viel zu langsam und weit von den Bestzeiten entfernt. Wenn der Grand Prix im Juni gelaufen wäre, hätte Alboreto wahrscheinlich um den Sieg kämpfen können.

## Bewertung
Als Alain Prost am Ende der Saison gefragt wurde, wann er sich sicher war, die Weltmeisterschaft zu gewinnen, antwortete er (sinngemäß): „Als Ferrari anfing, ihre Motoren selbst zu zerstören.“ Tatsächlich war die Zuverlässigkeit der Ferraris in den letzten Jahren eine der Stärken des Teams gewesen, und die zahlreichen Ausfälle stellten daher einen eher ungewöhnlichen Umstand dar.
Zehn Jahre später erinnerte sich Michele Alboreto an diese Saison und erzählte eine Anekdote über Enzo Ferrari: Nach dem Ferrari-Sieg in Deutschland, bei dem Motorenlieferant Porsche einen Sieg von Prost (McLaren) feiern wollte, begannen die Probleme für Ferrari. Die Teile, die unerklärlicherweise zu brechen begannen, stammten von deutschen Unternehmen, die McLaren-TAG-Porsche mit denselben Komponenten (insbesondere den KKK-Turboladern) versorgten. Die Komponenten wurden untersucht, aber es konnten keine Mängel gefunden werden, und dann entstand der Verdacht, dass sie niedrigere Qualitätsstandards hatten als die, die an Ron Dennis’ Team geliefert wurden.
Bei einem Treffen mit Alboreto und dem damaligen Sportdirektor Marco Piccinini wurde Enzo Ferrari sehr wütend und sagte: „Legen Sie diese Teile in einen Korb und werfen Sie sie weg! Jetzt rufe ich in Amerika an und möchte morgen früh ein paar neue Stücke hier haben!“ Obwohl Piccinini ihn darauf hinwies, dass es „aus heiterem Himmel und ohne Prüfung“ nicht möglich sei, eine bewährte Komponente gegen eine völlig neue auszutauschen, bestellte Ferrari die amerikanischen GARRETT-Turbolader, die innerhalb weniger Wochen eintrafen. Das Resultat waren vier aufeinanderfolgende Ausfälle. Da der Motor von Anfang an für die Verwendung der deutschen KKK-Turbolader konstruiert und entwickelt wurde, war es in der verbleibenden Saison einfach unmöglich, ihn an die neuen Komponenten anzupassen.

## Galerie

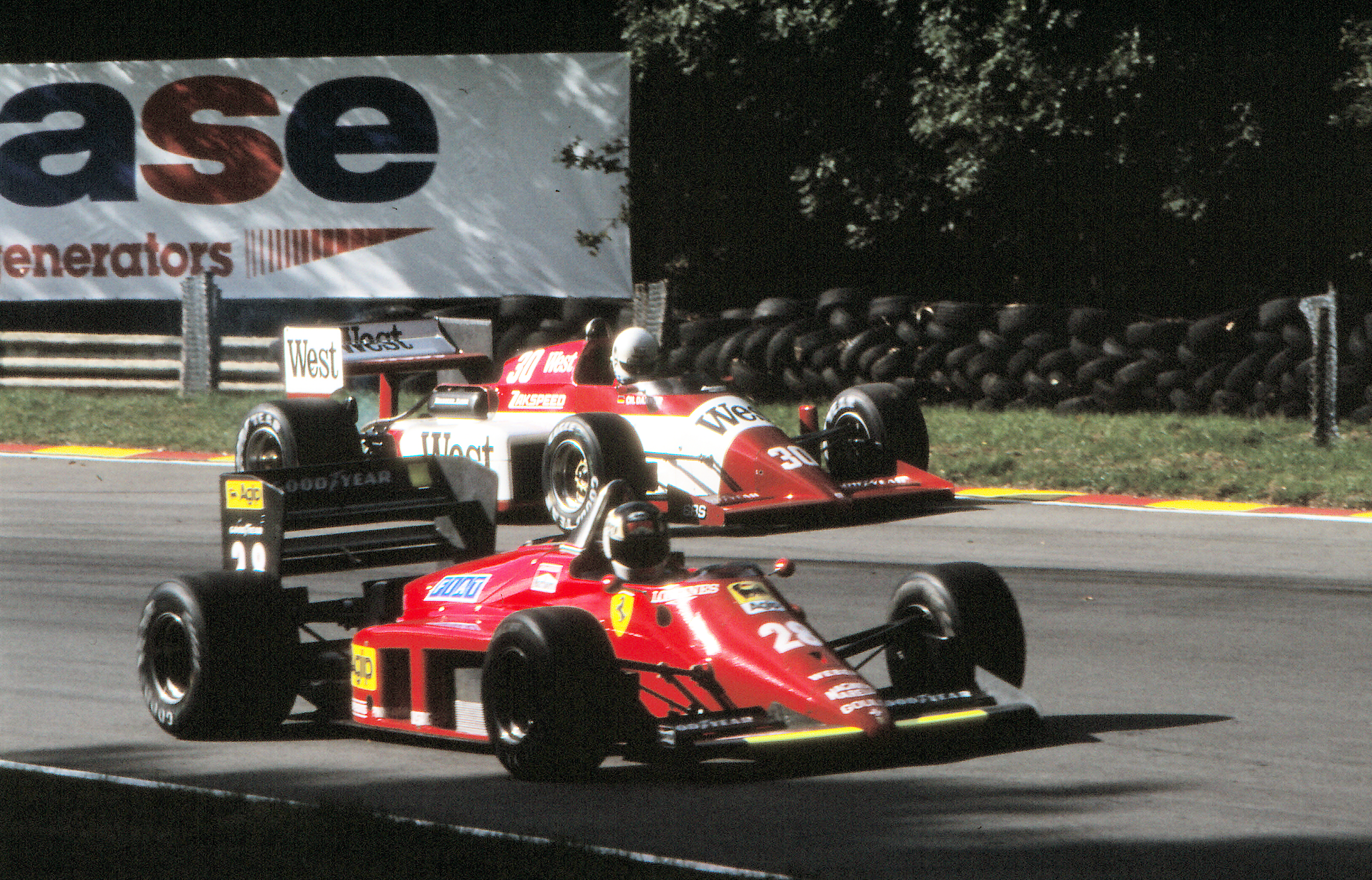
Stefan Johansson während des Großen Preises von Europa 1985
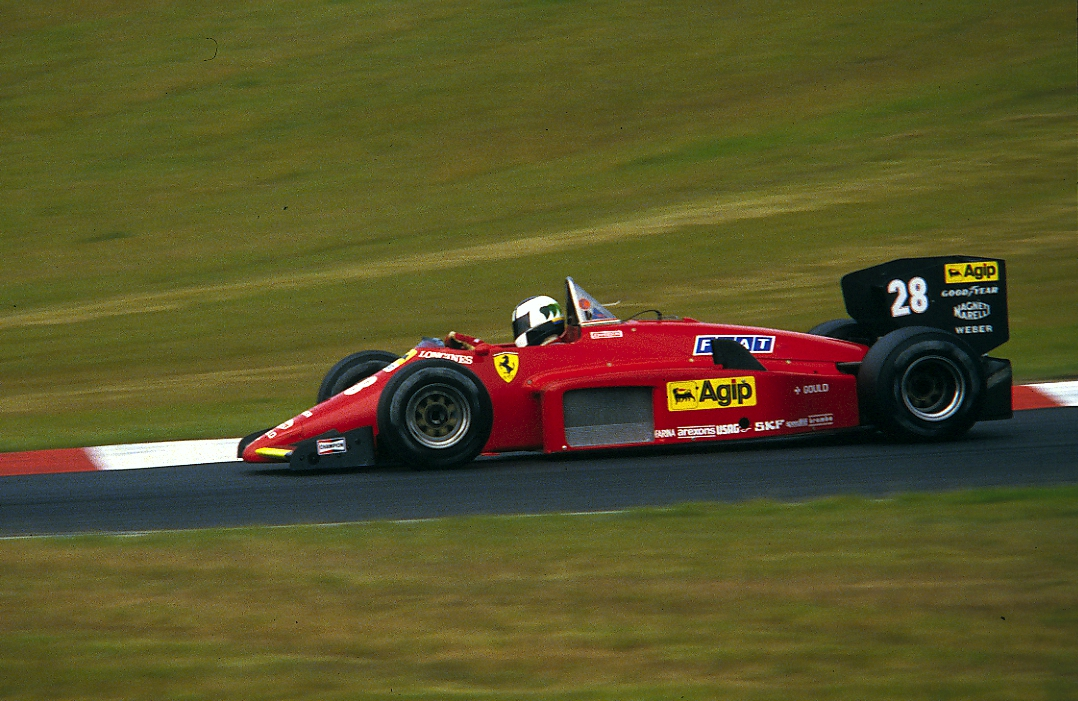
Johansson auf dem Nürburgring 1985
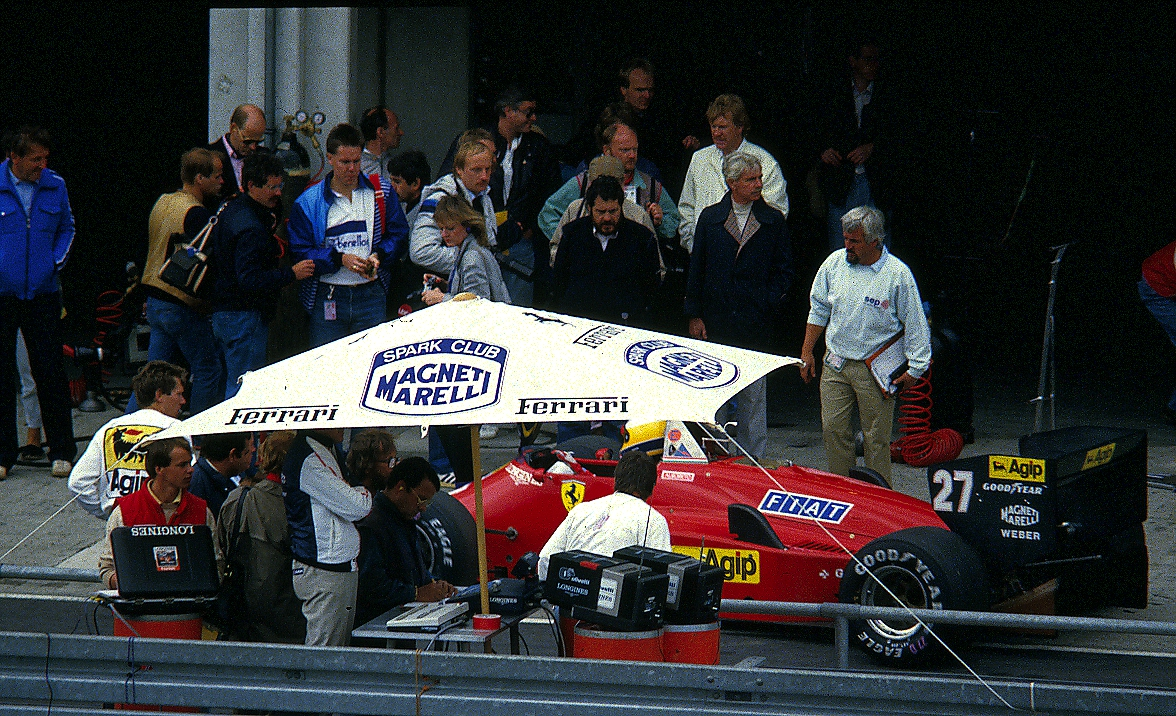
Training zum GP von Deutschland 1985: Alboreto an der Box
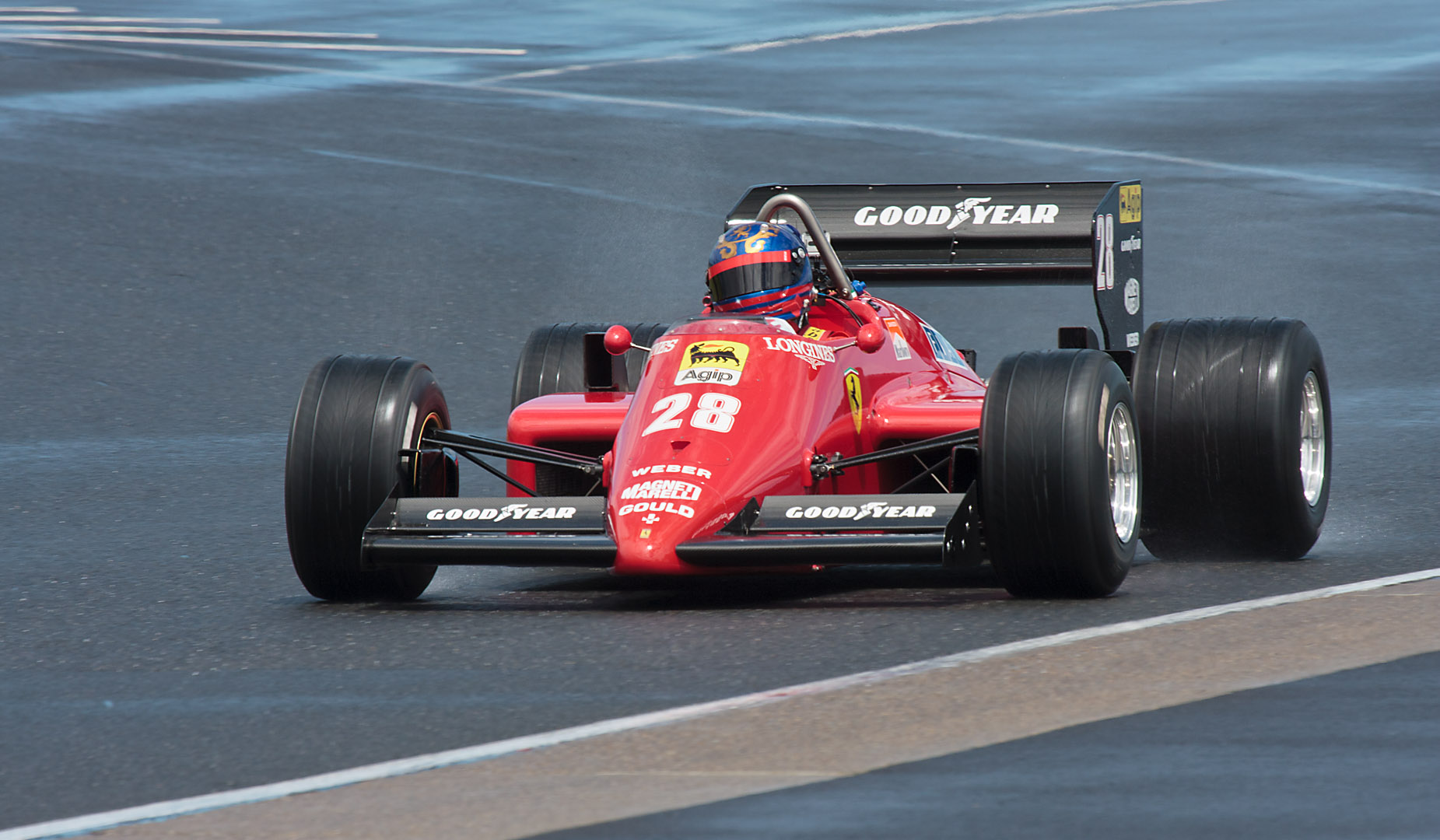
Ex-Johansson-156/85 beim „Historic car racing, Eastern Creek, Australia“ (2011)
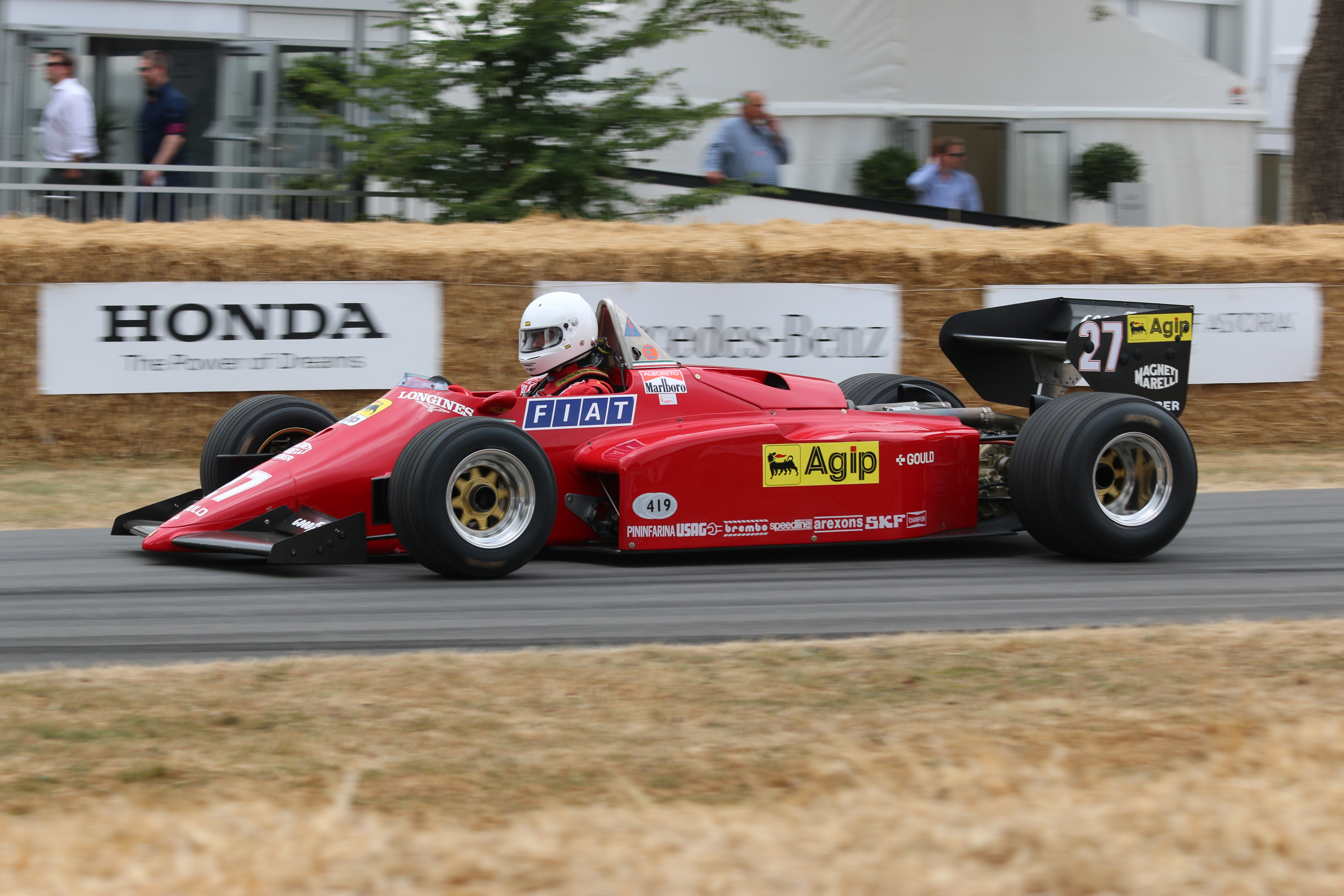
Alboretos Ferrari 156/85 beim Goodwood Festival of Speed 2018

## Ergebnisse
| Fahrer               | Nr.                  | 1 | 2 | 3   | 4   | 5 | 6 | 7   | 8   | 9 | 10 | 11  | 12  | 13  | 14  | 15  | 16  | Punkte | Rang |
| -------------------- | -------------------- | - | - | --- | --- | - | - | --- | --- | - | -- | --- | --- | --- | --- | --- | --- | ------ | ---- |
| Formel-1-Saison 1985 | Formel-1-Saison 1985 |   |   |     |     |   |   |     |     |   |    |     |     |     |     |     |     | 82     | 2.   |
| M. Alboreto          | 27                   | 2 | 2 | DNF | 2   | 1 | 3 | DNF | 2   | 1 | 3  | 4   | 13* | DNF | DNF | DNF | DNF | 82     | 2.   |
| R. Arnoux            | 28                   | 4 |   |     |     |   |   |     |     |   |    |     |     |     |     |     |     | 82     | 2.   |
| S. Johansson         | 28                   |   | 8 | 6*  | DNF | 2 | 2 | 4   | DNF | 9 | 4  | DNF | 5   | DNF | DNF | 4   | 5   | 82     | 2.   |

| Legende  | Legende            | Legende                                                          |
| Farbe    | Abkürzung          | Bedeutung                                                        |
| -------- | ------------------ | ---------------------------------------------------------------- |
| Gold     | –                  | Sieg                                                             |
| Silber   | –                  | 2. Platz                                                         |
| Bronze   | –                  | 3. Platz                                                         |
| Grün     | –                  | Platzierung in den Punkten                                       |
| Blau     | –                  | Klassifiziert außerhalb der Punkteränge                          |
| Violett  | DNF                | Rennen nicht beendet (did not finish)                            |
| Violett  | NC                 | nicht klassifiziert (not classified)                             |
| Rot      | DNQ                | nicht qualifiziert (did not qualify)                             |
| Rot      | DNPQ               | in Vorqualifikation gescheitert (did not pre-qualify)            |
| Schwarz  | DSQ                | disqualifiziert (disqualified)                                   |
| Weiß     | DNS                | nicht am Start (did not start)                                   |
| Weiß     | WD                 | zurückgezogen (withdrawn)                                        |
| Hellblau | PO                 | nur am Training teilgenommen (practiced only)                    |
| Hellblau | TD                 | Freitags-Testfahrer (test driver)                                |
| ohne     | DNP                | nicht am Training teilgenommen (did not practice)                |
| ohne     | INJ                | verletzt oder krank (injured)                                    |
| ohne     | EX                 | ausgeschlossen (excluded)                                        |
| ohne     | DNA                | nicht erschienen (did not arrive)                                |
| ohne     | C                  | Rennen abgesagt (cancelled)                                      |
| ohne     | keine WM-Teilnahme |                                                                  |
| sonstige | P/fett             | Pole-Position                                                    |
| sonstige | 1/2/3/4/5/6/7/8    | Punktplatzierung im Sprint-/Qualifikationsrennen                 |
| sonstige | SR/kursiv          | Schnellste Rennrunde                                             |
| sonstige | *                  | nicht im Ziel, aufgrund der zurückgelegten Distanz aber gewertet |
| sonstige | ()                 | Streichresultate                                                 |
| sonstige | unterstrichen      | Führender in der Gesamtwertung                                   |